# Devendra Fadnavis

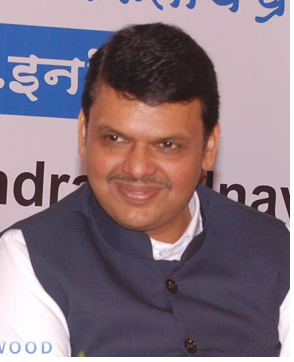
Devendra Fadnavis, 2017

Devendra Fadnavis (Marathi देवेंद्र फडणवीस; * 22. Juli 1970 in Nagpur) ist ein indischer Politiker der Bharatiya Janata Party (BJP) und seit 5. Dezember 2024 zum dritten Mal Chief Minister des Bundesstaats Maharashtra. Er war bereits von 2014 bis 2019 Chief Minister des Bundesstaats Maharashtra.

## Biografie
Devendra Fadnavis wurde im Osten des heutigen Bundesstaates Maharashtra in eine marathische Brahmanen-Familie geboren. Seine Eltern waren Gangadhar Rao und Sarita Fadnavis. Schon sein Vater war Parteimitglied der BJP-Vorläuferpartei Bharatiya Jana Sangh, ab 1977 der neu gegründeten Janata Party und dann der BJP gewesen und außerdem im Rashtriya Swayamsevak Sangh (RSS), einer ideologischen Kaderorganisation der BJP, aktiv. Fadnavis besuchte in Nagpur die Saraswati Vidyalaya-Schule – er soll sich geweigert haben, den ursprünglich vorgesehenen Indira Convent zu besuchen, da sein Vater zu dieser Zeit des Ausnahmezustandes 1975–1977 durch die Regierung Indira Gandhis als Oppositioneller inhaftiert war. Von 1986 bis 1987 besuchte er das Dharampeth Junior College in Nagpur und studierte anschließend von 1987 bis 1992 Rechtswissenschaft an der University of Nagpur, wo er einen Abschluss in Rechtswissenschaft erwarb, der ihn zum Richteramt qualifizierte. Danach schloss er ein Postgraduiertenstudium in Betriebswirtschaft (business management) in Nagpur an. Außerdem absolvierte Fadnavis eine Weiterbildung der Deutschen Stiftung für internationale Entwicklung (DSE) in Berlin und erwarb ein Diplom in „Methoden und Techniken des Projektmanagements“.
Seit seiner Jugendzeit war Fadnavis Mitglied der BJP und des RSS. In den Jugend- und Studentenjahren wurde er in der Akhil Bharatiya Vidyarthi Parishad (ABVP), der Studentenorganisation der BJP, aktiv. 1992 wurde er lokaler Vorsitzender der Bharatiya Janata Yuva Morcha, der Jugendorganisation der BJP. Von 1992 bis 1997 war Fadnavis gewählter Abgeordneter im Stadtrat von Nagpur und von 1997 bis 2001 Bürgermeister der Stadt. Bei Amtsantritt mit 27 Jahren war er einer der jüngsten Bürgermeister einer Großstadt in ganz Indien. Ab 1999 war er Abgeordneter im Parlament von Maharashtra für den Wahlkreis 137-Nagpur West. 2004 und 2009 wurde er wiedergewählt (bei letzterer Wahl im Wahlkreis 52-Nagpur South West). 2010 wurde er zum BJP-Generalsekretär in Maharashtra und 2013 zum BJP-Parteipräsidenten von Maharashtra gewählt.
Bei der Parlamentswahl in Maharashtra 2014 gewann die BJP 27,8 % der Stimmen und 122 (42,4 %) von 288 Wahlkreisen. Dies stellte einen deutlichen Zugewinn im Vergleich zur vorangegangenen Wahl 2009 (14,0 % und 46 Wahlkreise) dar und wurde unter anderem auch der immer noch anhaltenden Modi wave, d. h. der Euphorie nach dem Gewinn der gesamtindischen Parlamentswahl 2014 zugeschrieben. Am 31. Oktober 2014 wurde Devendra Fadnavis als Chief Minister einer Koalitionsregierung aus BJP und Shiv Sena vereidigt. Bei seiner Wahl war Fadnavis mit 44 Jahren der jüngste Chief Minister in Indien und der zweitjüngste in der Geschichte von Maharashtra (nach Sharad Pawar, der 1978 bereits im Alter von 37 Jahren gewählt wurde).
Politisch galt Fadnavis als Nachwuchshoffnung der BJP und als noch relativ unverbrauchter, unkorrumpierter Politiker. Er ist ein Befürworter der Umwandlung Vidarbhas in einen eigenen Bundesstaat, machte aber deutlich, dass er dieses Thema als Chief Minister nicht verfolgen werde (was schon in Rücksichtnahme auf den damaligen Koalitionspartner Shiv Sena geboten schien). Er wird zu den Vertrauten von Premierminister Modi gezählt und lässt sich ebenso wie dieser gerne als „dynamischer Modernisierer“ porträtieren.
Am 5. Oktober 2015 wurde ihm der Ehrendoktorgrad der Universität Osaka (Japan) für das „Ingangbringen des Reformprozesses für die sozioökonomische Entwicklung“ Maharashtras verliehen.
Bei der Parlamentswahl in Maharashtra am 21. Oktober 2019 erlitten die BJP und ihr Koalitionspartner Shiv Sena deutliche Mandatsverluste, erreichten zusammengenommen jedoch immer noch die absolute Mandatsmehrheit im Parlament von Maharashtra. Nach der Wahl konnten sich die beiden Parteien jedoch nicht auf die Bildung einer neuen Koalition einigen, da Shiv Sena trotz deutlich geringerer Stimmen- und Mandatsanteile den Chief-Minister-Posten für sich beanspruchte, was die BJP nicht akzeptieren wollte. Der Bundesstaat Maharashtra wurde daher am 12. November 2019 unter president’s rule gestellt. Die BJP verhandelte zwischenzeitlich mit der Nationalist Congress Party (NCP), erreichte eine Übereinkunft, und am 23. November 2019 wurde Fadnavis als Chief Minister einer Regierung aus BJP und NCP vereidigt. Diese Koalition erwies sich aber als kurzlebig, da eine erhebliche Zahl der gewählten NCP-Abgeordneten dem Kurs ihrer Parteiführung nicht folgen wollten. Fadnavis trat daher nach nur drei Tagen Amtszeit am 26. November 2019 wieder zurück. Letztlich bildete sich am 28. November 2019 eine Koalitionsregierung unter dem Chief Minister Uddhav Thackeray mit den ungleichen Koalitionspartnern Shiv Sena, Kongresspartei und NCP.
Seit dem 30. Juni 2022 war er stellvertretender Chief Minister des Bundesstaats Maharashtra in einer Koalitionsregierung aus BJP und Shiv Sena unter Chief Minister Eknath Shinde.

## Persönliches
Fadnavis spricht Englisch, Marathi und Hindi. Im Jahr 2006 heiratete er Amruta Ranade, die eine höhere Position bei der Axis Bank in Nagpur einnimmt. Das Ehepaar hat eine Tochter.